# Anita Jordán
Pour les articles homonymes, voir Jordán (homonymie).
Anita Jordán (Santa Fe, 1917 - Buenos Aires, 1946) est une actrice argentine de cinéma et de théâtre.

## Biographie
Anita Jordán mourut prématurément le 20 mars 1946 d’un cancer, à l’âge de 28 ans. Eva Perón, grande amie d’Anita Jordán, elle-même ancienne actrice et devenue Première dame de la République argentine, assista à son enterrement, aux côtés de ses anciens compagnons de troupe.

## Filmographie
- 1934 : Mañana es domingo : Tita
- 1935 : La barra mendocina
- 1936 : Loco lindo : Carmencita
- 1937 : El forastero
- 1938 : La vuelta al nido : Luisita
- 1939 : Giácomo
- 1940 : La carga de los valientes
- 1940 : El inglés de los güesos
- 1942 : Sendas cruzadas
- 1944 : Centauros del pasado

## Théâtre
- 1939 : La hermana Josefína, avec Luis Arata, Miguel Ligero, María Esther Paonessa (es), Carlos Bellucci (es) et Malva Castelli (es)
- 1940 : El señor maestro